# La Pensée russe
 (décembre 2015).
La Pensée russe (russe : Русская Мысль, Rousskaïa Mysl’) est un hebdomadaire et le plus ancien journal en langue russe publié en Europe.

## Histoire
Un journal intitulé La Pensée russe paraît à Moscou en 1880, mais il n'a rien à voir avec l'hebdomadaire La Pensée russe qui commence à paraître à partir du 19 avril 1947 à Paris. C’était l’hebdomadaire de la diaspora russe en France. Sa philosophie était résolument chrétienne et s'opposait aux parutions marxistes venues d'URSS ou financées par elle. Deux femmes à forte personnalité le dirigèrent pendant de longues années : la princesse Zinaïda Schakhovskoï, historienne, et Irina Ilowaiskaja-Alberti (en) (1924-2000), petite-fille de Léon Tolstoï.
La plupart des grands noms de l'émigration politique et littéraire ont publié dans ses colonnes (Ivan Chmeliov, Ivan Bounine, Nina Berberova, etc.).
Durant toutes ces années, le journal menait la lutte sans compromis contre les répressions, l'idéologie et la politique en URSS en défendant les valeurs de la démocratie, de la liberté de conscience, publiait les œuvres de dissidents, informait ses lecteurs du sort de chacun des dissidents poursuivis, formant l'opinion publique, défendait les prisonniers de conscience russes. Le plus précieux étant GLASNOST auquel Moscou a toujours été sensible et donc cela pouvait faire une action favorable sur le sort de chaque personne poursuivie[pas clair]. Le journal était un appui précieux au mouvement dissident qui luttait en URSS en faveur des droits de l'homme et de la liberté de conscience. Le destin et l'œuvre d'Alexandre Soljenitsyne y ont été largement et durablement commentés.
Il était également une source d'informations : les associations y annonçaient leurs manifestations, leurs arbres de Noël ; les écoles russes donnaient des informations sur leurs cours, on pouvait trouver l'horaire des offices des paroisses orthodoxes. Les annonces de recherche, ont longtemps permis aux réfugiés d'après-guerre de retrouver des amis ou des proches.
L'ouvrage de Kateryna Lobodenko-Senani, ancienne collaboratrice de l'hebdomadaire, intitulé La Pensée russe » (1947-1977) : un média à voix haute est paru aux éditions TheBookEdition en octobre 2010. Il aborde le problème d’émigration des Slaves vers les pays d’Europe de l’Ouest, en particulier, vers la France, et le phénomène de la presse écrite russophone dans l’Hexagone. Son objectif est de découvrir, à partir de cette presse, l’apport des médias minoritaires dans la naissance d’une communauté diasporique et le rôle du journal La Pensée russe dans la vie de la communauté slave. La rédaction de ce périodique réunit les esprits éminents de l’émigration slave tels que Nina Berberova, Georges Adamovitch, Piotr Kovalevski, Boris Zaitsev…

### Aujourd'hui
La Pensée russe continue de paraître aujourd'hui encore, mais n'a plus aucun rapport avec l'ancien hebdomadaire. Le siège social se trouve maintenant à Londres.
Dans un éditorial du 2 mars 2006, Victor Loupan (ru) (1954-2022), son rédacteur en chef, écrit : « Nous ne nous percevons plus comme une publication russe de Paris, mais comme un organe de presse européen, comme un journal russe occidental ».
- Siège : 48 Langham Street, London W1W 7AY
- Siège : 23, boulevard Flandrin, 75016 Paris